# BATRAL
Los buques de guerra BATRAL son un tipo de embarcaciones para el transporte de tropa motorizadas, de tipo anfibio e intervención rápida, que permiten gracias a su apertura del casco de proa y una rampa el poder atracar directamente en una playa y desembarcar con facilidad personal y vehículos ligeros. También dispone de una grúa para completar el desembarco de pertrechos y de una plataforma para helicópteros, pero sin hangar.
El primer BATRAL fue el Champlain por lo que da nombre a su clase.

## Listado de buques en esta clase

### Navíos de la clase BATRAL de la Marina Nacional Francesa
| Número | Nombre           | En el caladero          | Botadura                | Inicio servicio          | Desarmado             | Base naval     |
| ------ | ---------------- | ----------------------- | ----------------------- | ------------------------ | --------------------- | -------------- |
| L9030  | Champlain        | 1973                    | 17 de noviembre de 1973 | 5 de octubre de 1974     | 30 de agosto de 2004  |                |
| L9031  | Francis Garnier  | 1973                    | 17 de noviembre de 1973 | 21 de junio de 1974      | 16 de febrero de 2011 |                |
| L9032  | Dumont d'Urville | 15 de diciembre de 1980 | 27 de noviembre de 1981 | 5 de febrero de 1983     | 2017                  | Fort-de-France |
| L9033  | Jacques Cartier  | 9 de octubre de 1981    | 28 de abril de 1982     | 28 de septiembre de 1983 | 9 de julio de 2013    |                |
| L9034  | La Grandière     | 27 de agosto de 1984    | 11 de diciembre de 1985 | 20 de enero de 1987      | 2016                  | Le Port        |

### Armada de Chile
- Maipo (LST-91),1981-1998 (dado de baja y vendido)
- Rancagua (LST-92)
- Chacabuco (LST-95)[2]

### Marina de Costa de Marfil
- L’Éléphant

### Marine de Gabón
- President el Hadj Omar Bongo (L05)

### Marina Real Marroquí
- Daoud Ben Aicha (402)
- Ahmed Es Skali (403)
- Abou Abdallah El Ayachi (404)

## Galería

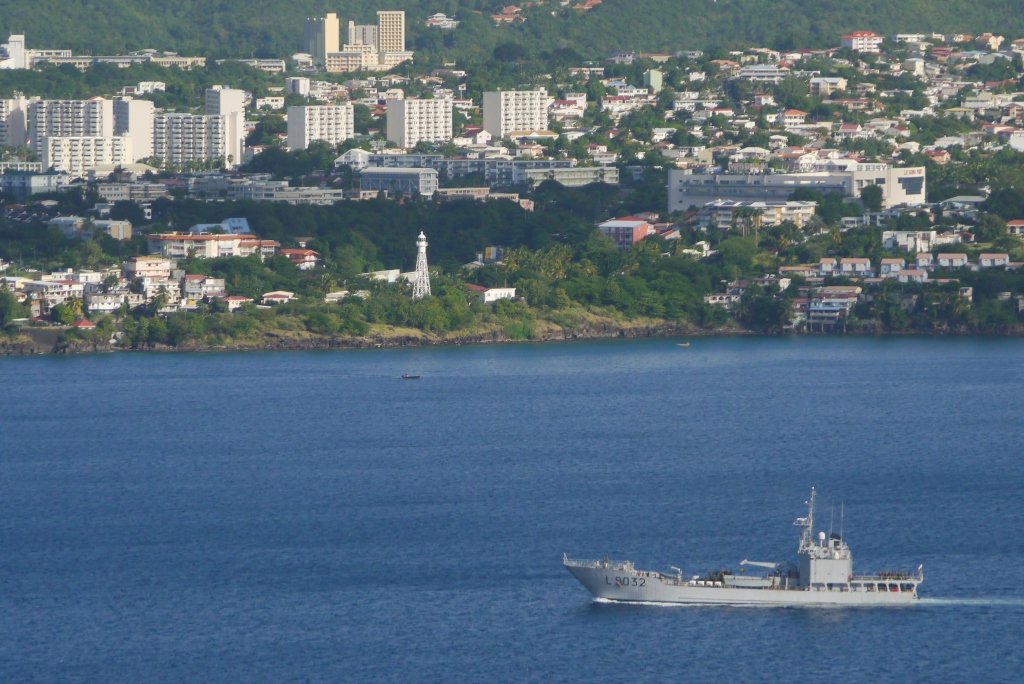
El Dumont d'Urville junto a Fort de France.
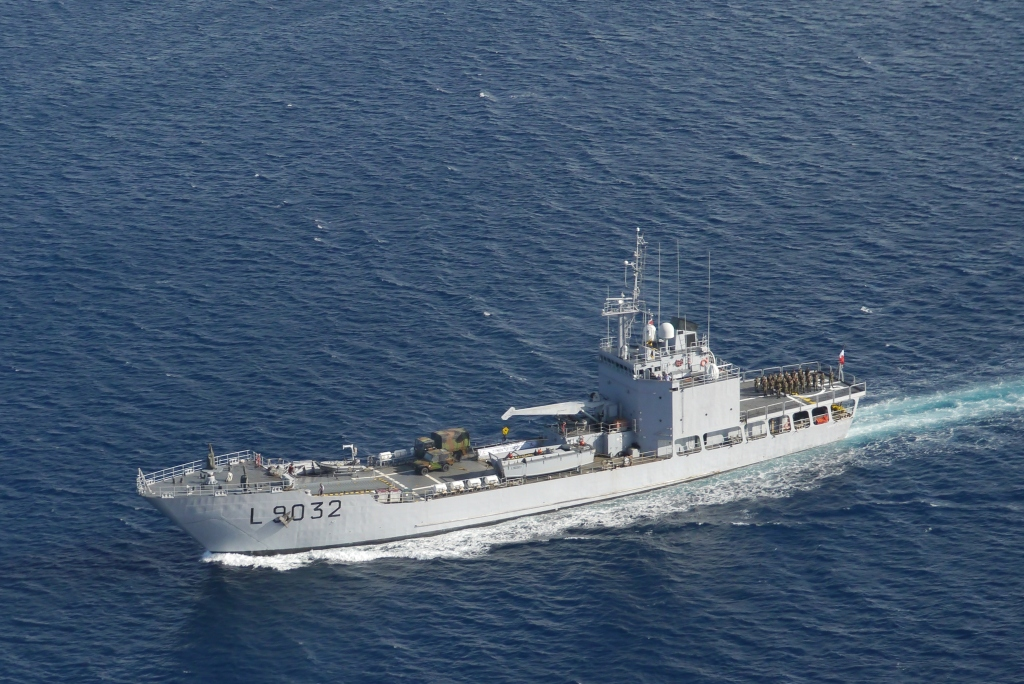
El Dumont d'Urville en el mar.
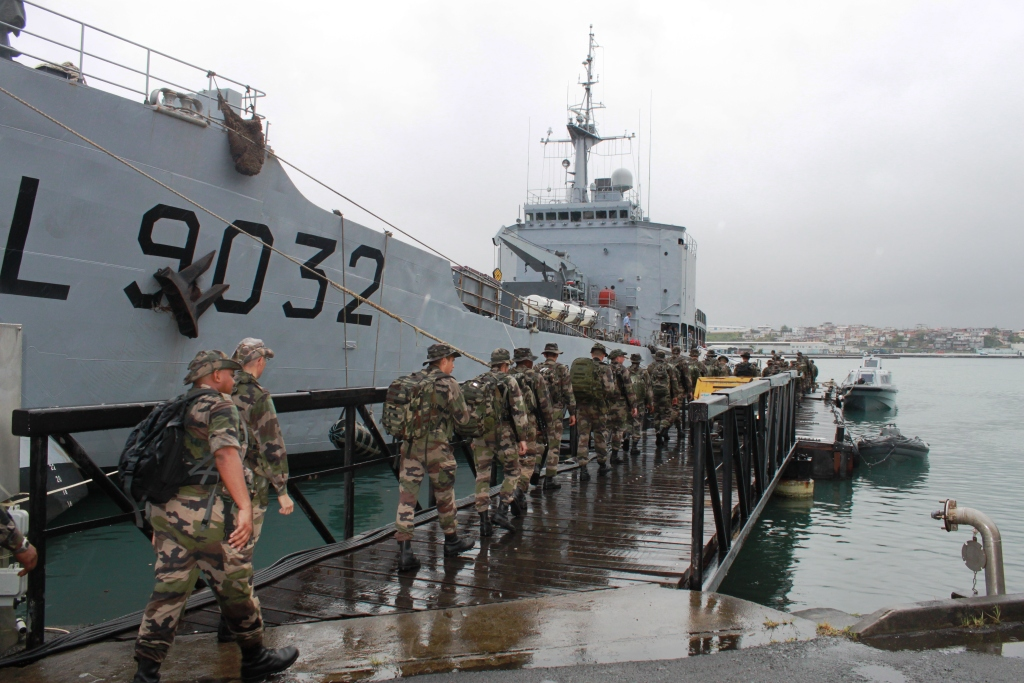
Embarque de personal en Fort-de-France.
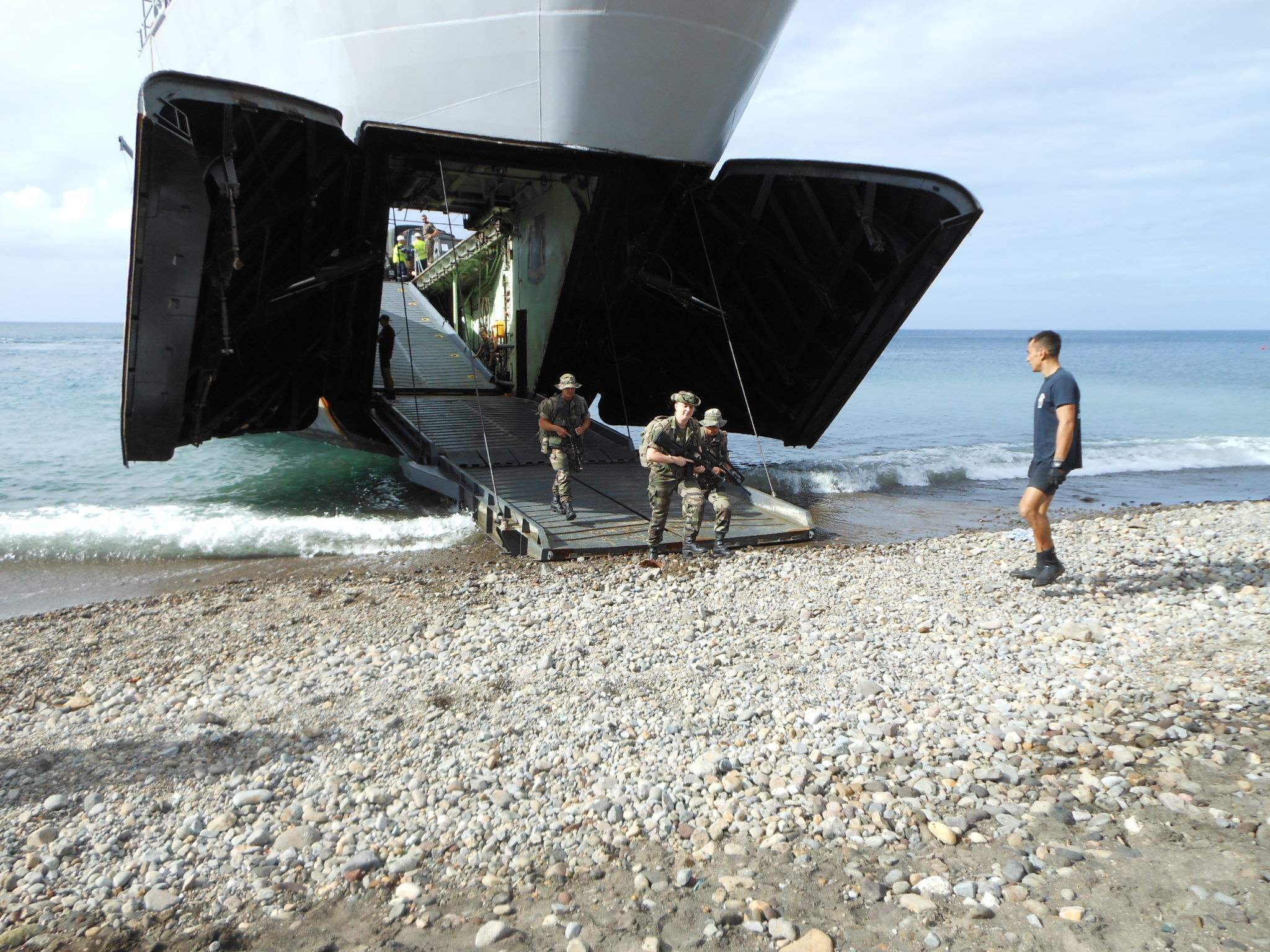
Desembarco en una playa.